# Command & Conquer 3: Kane's Wrath
Command & Conquer 3: Kane's Wrath is een uitbreidingspakket voor het real-time strategy computerspel Command & Conquer 3: Tiberium Wars. Het is op 28 maart 2008 uitgebracht voor pc en voor Xbox 360 op 10 juni. Command & Conquer 3: Tiberium Wars is benodigd om Command & Conquer 3: Kane's Wrath te kunnen spelen.
De verhaallijn licht het Kane personage, de leider van de Brotherhood of Nod, nader toe. De gebeurtenissen in deze uitbreiding vinden plaats in de periode na de Tweede Tiberiumoorlog tot na de Derde Tiberiumoorlog. Het spel bevat opnieuw de Full Motion Video's en Kane wordt, net zoals in de eerdere spellen, gespeeld door Joseph D. Kucan.
Het spel speelt nagenoeg identiek aan het basisspel. Het raster van speelbare facties is vergroot van 3 naar 9, waarbij iedere originele factie twee nieuwe subfacties heeft gekregen. Elke subfactie kent enkele nieuwe eenheden en technologieën, met een daarbij onderscheidende speelstijl. Voor de GDI zijn dat: Steel Talons & ZOCOM. De Brotherhood kent: Black Hand & Marked of Kane. En de Scrin: Reaper 17 & Traveler 59.

## Nieuwe eenheden en technologieën

### GDI
GDI heeft onder andere de nieuwe Shatterer-eenheid (Engels: Shatterer), deze eenheid gebruikt een kleinere vorm van de sonische zender en is daarmee uiterst geschikt tegen voertuigen en gebouwen. Daarnaast kennen ze de Slingshot, een typische anti-airhovereenheid die eenzelfde wapen gebruikt als de GDI luchtverdedigingsbatterij. Ook heeft GDI een nieuw vliegtuig tot z’n beschikking, de Hammerhead, dit vliegtuig heeft ruimte voor een infanterieteam en is bewapend met machinegeweren. De grootste kracht van de Hammerhead is dat deze niet hoeft terug te keren naar een vliegveld voor het herladen van munitie.
Een nieuwe upgrade die GDI heeft is de AP-munitie. Deze is toepasbaar op schutterspelotons, APCs, Hammerheads en wachttorens en verhoogt de aanvalsschade. De energie upgrade voor krachtcentrales kan nu gebouwd worden als de Commandopost is gebouwd en speciaal voor vliegtuigen bestaat er ook nog een upgrade die het aantal raketten die een Orca en Firehawk mee kan nemen verhoogt. Als laatste heeft GDI ook nog een AA Wolfraam granaten-upgrade. Deze is vergelijkbaar met de AP munitie alleen geldt deze voor Slingshots en AA Batterijen.
De GDI factie krijgt dan nog twee nieuwe gebouwen. Ten eerste een vliegtuigbevoorradingsplatform. Dit bevoorradingsplatform kan Orca’s en Firehawks opnieuw voorzien van bewapening, het kan geen nieuwe vliegtuigen bouwen. Dan heeft GDI nog de Reclamator Centrale (Engels: Reclamation Center). Dit gebouw werkt als een oorlogsfabriek en kan dus alle voertuigen van de GDI bouwen. Deze fabriek daarentegen kan nog één speciale eenheid bouwen, de M.A.R.V. (Mammoth Armed Reclamation Vehicle)
De M.A.R.V. kan ook nog 4 infanterie eenheden er in stoppen voor extra vuurkracht

### Steel Talons
De Steel Talons stammen nog van na de tweede Tiberiumoorlog. Ze zijn een experimentele eenheid die gespecialiseerd is in het testen van baanbrekende technologieën op het slagveld, onder het mom van superieure vuurkracht. De Steel Talons gebruiken nog de Titan, die de predator vervangt en de Wolverine lopers van C&C: Tiberian Sun. Verder hebben ze de Juggernauts veranderd in Behemoths, die zijn minder gericht maar hebben meer vuurkracht, en beschikken over de mogelijkheid om ze te bemannen met infanterie. Titans en Mammoth Tanks kunnen, samen met de Guardian Cannon, geüpgraded worden met Railkanonnen. Ze hebben echter geen toegang tot sonische wapens, zoals de sonischezenderverdediging. Wel kunnen Titans en Mammoth worden uitgerust met een special pantser Adaptive armor genoemd dat de eenheden immuun maakt voor sonische aanvallen.
Verder hebben enkele eenheden ook een of andere aanpassing. Engineers bijvoorbeeld hebben een handpistool, Steel Talon delfmachines hebben een infanteriebunker en APC zijn ongevormd tot mobiele voertuigreparateurs. Hiervoor hebben ze wel hun machinegeweer moeten lozen. Verder hebben Steel Talons enkel de schutterspelotons, raketpelotons, ingenieurs en grenadierpelotons ter beschikking, en zijn ze ook niet in staat om enkele ondersteuningskrachten in te zetten, zoals Zone Trooper drop pods.

### ZOCOM
ZOCOM, wat voluit Zone Operation Command betekent, is een elite-eenheid opgezet na de derde Tiberiumoorlog. ZOCOM is in het leven geroepen om de tiberiumplaag extra aandachtig te bestrijden en om de zogenaamde Red Zones weer terug te veroveren. ZOCOM gebruikt bij uitstek sonische wapens, speciale tiberium bestendige pantsers en area of effect-tactieken. ZOCOM’s Zone Troopers zijn geüpgraded tot Zone Raiders, ze hebben draagbare anti-airraketten en krachtige sonische granaat lanceerders. ZOCOM Orca’s en grenadierpelotons zijn uitgerust met sonische granaten en gebruiken een krachtigere versie van de Shatterer “Zone shatterer” genaamd. Basisinfanterie kunnen ook voorzien worden van een betere versie van het composietpantser genaamd ”Tiberium field suits”. Infanterie kunnen mbv. de Tiberium field suits immuun worden gemaakt tegen Tiberiumstraling, voor al deze nieuwe techs heeft ZOCOM geen railkanontechnologie.

### NOD
Ook kent de Brotherhood enkele nieuwe toevoegingen aan hun arsenaal. Een daarvan is de Specter-artillerie-eenheid. Zowel de Nod als de Marked of Kane hebben de Specter als Stealth variant, de Black Hand’s Specter is niet stealth. Specters hebben een zeer groot vuurbereik en doen vooral veel schade tegen gebouwen. Nadeel van de Specter is dat ze tijd nodig hebben om om te bouwen tot vuurpositie. Verder kent Nod het Reckoner voertuig. Dit voertuig kan in mobiele situatie twee infanterieteams meenemen. Als hij zich uitvouwd tot een bunker kan deze zelfs drie infanterieteams herbergen. De Reckoner kan na uitvouwen tot Bunker niet meer terug worden getransformeerd tot rijdend voertuig. Op gebied van gebouwen heeft Nod een Redeemer fabriek die ook Nod voertuigen kan bouwen en daarnaast ook nog de Redeemer. Een opvallende upgrade die Nod heeft is het Quad geschut (Engels: Quad Turret). Deze upgrade verhoogt het aantal geschutskoepels van Shredder Turrets, Laser Turrets en SAM Turrets naar vier.
Verder kent Nod een Tiberium kern raket upgrade die de aanvalsschade verhoogt van op tiberium gebaseerde raketten.
De redeemer kan voorzien worden voor extra vuurkracht door 2 infanterie eenheden

### Black Hand
Een gevreesde orde van strijders in de Brotherhood, gespecialiseerd in zeer krachtige en goedgetrainde infanterietroepen. De standaard Militietroepen van Nod zijn vervangen voor de zielverzorgers (Engels: Confessors) van CABAL. Gewapend met anti-infanteriegattlinggeweren en hallucinatiegranaten (Engels: Hallucinatic Grenades) zijn de zielverzorgers krachtige infanterie. Ook geven ze andere infanterie in de naaste omgeving een boost en kunnen hun gattling wapens worden geüpgraded met Supercharged particle beams. Alle Black Hand vlammenwerpers worden getraind als veteranen, commando's als held en de Black hand kunnen op elk moment over maximaal twee commando's beschikken. Ook heeft de Black Hand een upgrade “Black disciple” die aan alle basisinfanterie een additionele Black Hand vlammenwerpersoldaat toevoegt. Avater strijdeenheden van de Black Hand heten zuiveraars (Engels: Purifiers) en komen standaard met een vlammenwerper upgrade uit de fabriek, wel verliezen ze de mogelijkheid om verdere upgrade toe te voegen. Alle Black Hand wapens kunnen worden geüpgraded om meer schade aan te kunnen richten, maar gebruiken geen enkel aspect van stealth techniek. De Nod Stealth Tank wordt dus vervangen voor de Mantis, een robotische luchtverdediger, en de Specter zoals gezegd heeft geen stealthmogelijkheid. Verder gebruiken ze totaal geen vliegtuigen en de laserupgrade is verplaatst met een zuiveringvlam (Engels: Purifying Flame) die vlammerwerpers aanzienlijk meer schade laat aanrichten.

### Marked of Kane
Een sinistere factie die Nods stealth en tiberiumwapens nastreeft. Als gevolg hiervan gebruiken de Marked of Kane meer cyborgsoldaten, zoals de Awakened. Awakened vervangen de militietroepen en zijn aanzienlijk sterker tegen vijandige infanterie en bezitten bovendien een special EMP-stoot aanval om voertuigen tijdelijk uit te schakelen. De elite Enlightend cyborg troepen zijn te vergelijken met GDI’s Zone Troopers. Bewapend met Supercharged particle beams en een EMP-stoot die een grotere radius heeft dan de EMP-stoot van de Awakened. Samen met de Tiberium Trooper, een equivalent voor de Black Hand vlammenwerpers, en saboteurs kunnen ze voorzien worden van cybernetische benen die hen sneller over het slagveld voortbewegen. Ook hebben de Marked of Kane de mogelijkheid om magnetische mijnen (Engels: Magnetic Mines) te droppen die langzaam voertuigen vernietigen als ze niet worden gerepareerd.
Een mogelijk nadeel wat de Marked of Kane hebben is dat ze geen enkele vorm van elite anti-infanterievoertuigen hebben.

### Scrin
Ook de Scrin heeft wat vernieuwingen ondergaan. Ten eerste heeft Scrin de nieuwe Ravagerinfanterie-eenheid (Engels: Ravager). Deze eenheid kan zich zeer snel over het slagveld verplaatsen en is daarmee de snelste infanteriesoldaat. Verder kennen de Scrin een “Atenuated Schild” upgrade die Zoekers en Wapenhouders van schilden voorziet. Qua gebouwen krijgen de Scrin de warpkloof, deze werkt als een normale Warpbol met als extra editie dat deze de Eradicator Hexapod kan bouwen. De Eradicator Hexapod voorzien worden van 3 infanterie eenheden die de speler kan maken

### Reaper-17
Getypeerd als de “Heavy Shock” subfactie van de Scrin. Reaper-17 of Cult heeft krachtigere en effectieve voertuigen en grondeenheden. Het is tevens de zeventiende sekte binnen de Scrin. Reaper-17 heeft hierdoor geen Masterminds en geen Geavanceerde vliegtuigen. De scherflooptank (Engels: Shard Walker) (een krachtigere versie van de wapenhouder) en de Reaper Tripod (krachtigere versie van de Annihilator Tripod) kenmerken de sterke grondtroepen van Reaper-17. Reaper Tripods bezitten over een tiberiumconversie straal net zoals de Devourer Tank. Een speciale upgrade Conversie Reserven” zorgt er bovendien ook nog eens voor dat Reaper Tripods en Devourer Tanks meer Tiberium kunnen opslaan en dus vaker een tiberiumgevoedde straal kunnen afvuren. Verder hebben ze nog de “Blauwscherf upgrade”, deze zorgt ervoor dat Zoekers, Scherflooptanks en Shock soldaten meer aanvalsschade kunnen aanrichten. Reaper-17 heeft een sterkere variant van de Groeiversneller “Groeistimulator” (Engels: Growth Simulator) genaamd. Deze geeft Reaper-17 een vast extra inkomen naast het versnelt laten aangroeien van tiberium. Delfmachines van Reaper-17 hebben eigen schilden.

### Traveler-59
Tegenovergesteld van Reaper-17 is Traveler-59. Het is de negenenvijftigste sekte binnen de Scrin. Gefocust op snelheid, teleportatie en gedachtencontrole maakt Traveler-59 een subfactie van de Scrin die veelvuldig gebruikmaakt van sluiptactieken en vliegtuigaanvallen. Traveler-59 heeft “Cultist” infanterietroepen en een krachtigere versie van de Mastermind “Prodigy” genaamd. Cultist troepen kunnen net als de Mastermind andere eenheden overnemen en controleren, ze hebben hierdoor wel geen standaard aanval. Cultist zijn overigens ook niet in staat om Gebouwen, vliegtuigen of epic-eenheden over te nemen. De Prodigy heeft een area-of-effect gedachtecontrole systeem en een persoonlijk “blink-pack” naast zijn normale specialiteiten. Traveler-59 heeft geen Devourer Tanks of schilden. Zoekers kunnen worden geüpgraded. Verder kan Traveler-59 zijn infanterie een snelheidsboost geven met de “Geavanceerde Articulators” en zijn zware vliegtuigen met de “Traveler motoren” Vliegtuigen die Traveler-59 bouwt zijn daarbij ook nog eens goedkoper in vergelijking met die van Scrin of Reaper-17.

### Epic-eenheden
Elke factie beschikt nu ook over een zogenaamde Epic-eenheid (Engels: Epic Unit). Epic-eenheden zijn de top van de voertuigen. Ze doen ontzettend veel schade aan elk type vijand en zijn lastig te verslaan. Daarentegen zijn ze duur, neemt het meer tijd in beslag dan een normaal voertuig en is er een hoog technologisch level voor nodig voordat ze gebouwd kunnen worden. per speler kan er maar één Epic unit worden gebouwd en zodra de bouw voltooid is zal deze zijn aankomst introduceren, zoals bijvoorbeeld het Kirov-luchtschip dat deed in Command & Conquer: Red Alert 2.

### GDI’s MARV
De MARV (Mammoth Armed Reclamation Vehicle) is bewapend met een drievoudig kanon dat sonische kogels afvuurt. Een totaal van vier infanterieteams kunnen de MARV bemannen. De infanterie wordt geofferd aan de MARV om zo een wapenslot te upgraden met het type wapen van het infanteriepeloton. (bijvoorbeeld: laat de speler een schutterpeloton de MARV bezitten, dan wordt het wapenslot geüpgraded met machinepistolen en wordt het schutterspeloton van de speler zo geofferd.) De MARV kan op eigen houtje tiberium delven door er simpelweg overheen te rijden. Hierdoor is de MARV vooral geschikt om de vijand aan te vallen bij zijn economisch centrum.
Aankondiging: “MARV assembly complete”

### Nods Redeemer
De Redeemer, een gigantische loopeenheid met vier voeten. Hij lijkt daardoor veel op de grotere broer van de Avatar. De Redeemer is bewapend met een drievoudige laser. Twee infanterieteams kunnen de Redeemer bezetten om zo zijn vuurkracht te verbreden en specialiseren. Hoewel de Redeemer niet beschikt over de mogelijkheid tot het delven van grondstoffen zoals de MARV of Eradicator Heaxpod van de GDI en Scrin, heeft de Redeemer een krachtige “Toorn generator” (Engels: Rage Generator) die vijandige eenheden tegen elkaar opzet. Met gebruik van de Toorn Generator kan de Redeemer een slag naar zijn hand zetten.

### Scrins Eradicator Hexapod
Een gigantisch biomechanisch gevaarte dat veel weg heeft van een spin. Eradicator Hexapods zijn bewapend met een zeer krachtiger groene versie van de Plasma Schijf Lanceerder. Verder kunnen drie infanterieteams de Eradicator bemannen en worden geconverteerd tot extra Eradicator geschut of upgrades. De Eradicator kan vernietigde vijandige eenheden in z’n direct gebied converteren naar credits, dit proces gebeurt automatisch en naast de normale bewegingen van de Eradicator.

## Campagne
Kane's Wrath heef een relatief korte campagne die slechts uit 13 missies bestaat. In de campagne vinden grote tijdsprongen plaats, bijvoorbeeld van het jaar 2034 naar 2046. Bepaalde dingen die bij Tiberium Wars onduidelijk waren worden bij de campagne van Kane's Wrath uitgelegd. Bijvoorbeeld wat de Rio Inssurection is, waarom Dr. Giroud ontvoerd was en waarom Nod troepen Temple Prime aanvielen. De campagne volgt het verhaal van LEGION, een kunstmatige intelligentie. LEGION is de opvolger van CABAL, die in het interbellum tussen de Tweede Tiberiumoorlog en de Derde Tiberiumoorlog was verslagen. De campagne is onderverdeeld in drie aktes.
Act I: Reunification

De Brotherhood of Nod is na de Tweede Tiberiumoorlog versplinterd geraakt. LEGION moet Nog weer bij elkaar brengen door Rio de Janeiro te veroveren en de Black Hand in Australië weer in te wijden bij Nod.
Act II: Kane Rising

Kane Rising volgt de activiteit van LEGION tijdens de Derde Tiberiumoorlog. De manipulatie van de directie van GDI, de ontvoering van Dr. Giraud, de aanval op Temple Prime en het verkrijgen van de Tacitus.
Act III: Resurrection

In Resurrection ontwaakt LEGION de Marked of Kane in Siberië, waarna LEGION de Tacitus voor de laatste keer van GDI terughaalt.

## Global Conquest mode
In Command & Conquer 3: Kane’s Wrath is een special modus ingebouwd, Global conquest genoemd. In deze modus speel je er voor de hele wereld te veroveren en zo de strijd te winnen. Alle facties zijn altijd vertegenwoordigd met alle subfacties. Als je kiest om te spelen als GDI heb je automatisch ook de beschikking over speciale Steel Talons en ZOCOM vaardigheden en zijn Nod (met Black Hand en Marked of Kane) en de Scrin (met Reaper-17 en traveler-59) automatisch je vijanden. Je kunt winnen op een viertal mogelijke manieren. Eén manier wordt gedeeld met alles facties, namelijk de militaire overwinning. Je moet dan alle bases van de tegenstanders vernietigen. Naast die conditie heeft elke factie een unieke conditie voor alternatieve overwinning.

### GDI
GDI kan op alternatieve wijze winnen door 33% van de Aarde onder zijn invloed te hebben.

### Nod
Nod moet voor de alternatieve overwinning totale onrust veroorzaken in totaal 24 steden.

### Scrin
Scrin moet negen drempelgebouwen plaatsen bij klasse drie bases voor een alternatieve overwinning.
Het spel in Global Conquest modus speelt net zoals het bordspel Risk. De hele wereld is afgebeeld en her en der staan bases van alle drie de facties. Het groene op de kaart is tiberium en rechthoekige vakjes zijn steden. De kleur van de steden geeft de mate van onrust toe in desbetreffende steden; van blauw (rustig) tot rood (totale onrust). Dit heeft verschillende invloeden op de drie facties.
Als een stad onder invloed van de GDI staat neemt de bevolking toe en de onrust af. GDI krijgt meer credits naarmate de stad rustiger wordt (blauw).
Nod zorgt voor een toename van onrust en krijgt voor meer onrust ook meer credits (rood).
Bij de Scrin neemt de onrust toe en de bevolking af en Scrin krijgt meer credits als de bevolking afneemt.

## Soundtrack
Kane's Wrath heeft dezelfde soundtracks als Tiberium Wars. De toegevoegde soundtracks zijn gecomponeerd door Trevor Morris. De originele Act on Instinct is gecomponeerd door Frank Klepacki.
- 1. Red Dusk
- 2. Act On Instinct Remix (Short Version)
- 3. Act On Instinct Remix (Long Version)
- 4. Mechanical Mind (Short Version)
- 5. Mechanical Mind (Long Version)

## Andere toevoegingen
- nieuwe eenheden, upgrades voor elk van de betrokken groepen (GDI, Nod, Scrin) plus twee subgroepen per groep
- in de Xbox 360-versie kunnen de spelers, net zoals op de PC, hun basis besturen vanaf elke locatie op de map
- 24 nieuwe multiplayer-maps